# Élection du président de la Confédération suisse de 2013
L'élection du président de la Confédération suisse de 2013, est un scrutin au suffrage indirect visant à élire le président de la Confédération suisse pour l'année 2014.
Le 4 décembre 2013, Didier Burkhalter (PLR) est élu président avec 183 voix sur 202 bulletins valables par l'assemblée fédérale.

## Déroulement

### Processus électoral
Le président de la Confédération est élu par l'Assemblée fédérale, réunissant le Conseil national et le Conseil des États, parmi les membres du Conseil fédéral le deuxième mercredi de la session d'hiver.
Son mandat dure un an et correspond à l'année civile (du 1er janvier au 31 décembre). Il n'est pas immédiatement rééligible, y compris à la vice-présidence du Conseil fédéral, mais peut remplir plusieurs mandats non successifs,.

### Élection
Le 4 décembre 2013, par 183 voix sur 202 bulletins valables, Didier Burkhalter, du PLR, est élu président de la Confédération pour l'année. Il succède à Ueli Maurer, de l'Union démocratique du centre (UDC). Johann Schneider-Ammann obtient dix voix et on compte encore neuf voix éparses.